# Tekla Bądarzewska
Tekla Bądarzewska-Baranowska, née le 17 septembre 1823 à Varsovie et morte le 29 décembre 1861, est une compositrice polonaise qui connaît une célébrité mondiale avec son morceau La prière d'une vierge (Modlitwa dziewicy), composé et publié en 1856. 

## Biographie
C'est à l'âge de 17 ans que Tekla Bądarzewska publie à Varsovie une pièce pour piano intitulée Modlitwa dziewicy ( « Prière d'une vierge »). La partition est reproduite dans la Revue et gazette musicale de Paris en 1859 et connaît dès lors une popularité mondiale, avec plus d'une centaine d'éditions au cours du XIXe siècle.
Bądarzewska a également composé 34 pièces de piano dans ce même style de musique de salon, sans connaître toutefois de succès similaire.

## Postérité
Le cratère vénusien Badarzewska a été nommé en son honneur.